# Alfabeto estone
L'alfabeto estone (in estone eesti tähestik) è la forma di alfabeto utilizzato per esprimere la lingua estone. È sostanzialmente basato sull'alfabeto latino sebbene sia integrato con lettere e segni mutuati dall'alfabeto tedesco.
Come tale l'alfabeto estone comprende le lettere Ä, Ö e Ü che servono per esprimere rispettivamente i suoni [æ], [ø] e [y]. Come nell'alfabeto tedesco sono considerate lettere a parte, ma in estone non sono umlaute.
La lettera più particolare dell'alfabeto estone è la Õ, introdotta nel XIX secolo da Otto Wilhelm Masing per esprimere il suono [ɤ].
Rispetto all'alfabeto latino, quello estone differisce anche per la presenza delle lettere Š e Ž e per la posizione della Z nell'alfabeto, che si trova tra la S e la T. Nella scrittura gotica si utilizza la W invece della V.
L'alfabeto ufficiale è composto da 27 lettere:
A, B, D, E, F, G, H, I, J, K, L, M, N, O, P, R, S, Š, Z, Ž, T, U, V, Õ, Ä, Ö, Ü
Alcune lettere sono chiamate võõrtähed, lettere straniere, come la F, Š, Z e Ž e si trovano solo in parole di origine straniera. 
Le lettere C, Q, W, X e Y non si riscontrano in lingua estone, ma sono utilizzate solo per scrivere alcuni nomi propri stranieri.
L'alfabeto, descritto nella forma estesa, è composto da 32 lettere:
A, B, C, D, E, F, G, H, I, J, K, L, M, N, O, P, Q, R, S, Š, Z, Ž, T, U, V, W, Õ, Ä, Ö, Ü, X, Y
L'alfabeto estone, recitato senza le lettere di origine straniera, è così costituito da 23 lettere:
A, B, D, E, G, H, I, J, K, L, M, N, O, P, R, S, T, U, V, Õ, Ä, Ö, Ü

## L'alfabeto ed il nome delle lettere
| A | [ɑː]  | B | [b̥eː]               | C | [tseː]                 | D | [d̥eː]         | E | [eː]  | F | [eff]         |
| G | [ɡ̊eː] | H | [hɑː] o [hɑʃ]       | I | [iː]                   | J | [jotʲː]       | K | [kɑː] | L | [ell]         |
| M | [emm] | N | [enn]               | O | [oː]                   | P | [peː]         | Q | [kuː] | R | [err] o [ærr] |
| S | [ess] | Š | [ʃɑː]               | Z | [zeː], [seː] o [tsett] | Ž | [ʒeː] o [ʃeː] | T | [teː] | U | [uː]          |
| V | [veː] | W | [kɑksisveː]         | Õ | [ɤː]                   | Ä | [æː]          | Ö | [øː]  | Ü | [yː]          |
| X | [iks] | Y | [iɡrek] o [ypsilon] |   |                        |   |               |   |       |   |               |